# Parbati (Chambal)
Der Parbati (auch Parwati oder Parvati) ist ein ca. 436 km langer rechter Nebenfluss des Chambal in den indischen Bundesstaaten Madhya Pradesh und Rajasthan. Er entwässert ein Areal von ca. 15.850 km², wovon ca. 5000 km² in Rajasthan liegen.

## Verlauf
Der Parbati hat seinen Ursprung an den Nordhängen des Vindhyagebirges. Er entspringt auf einer Höhe von 609 m ca. 30 km südsüdwestlich der Stadt Ashta im Distrikt Sehore in Madhya Pradesh. Von dort fließt er überwiegend in nördlicher Richtung und passiert die Stadt Ashta. Nach gut 220 km erreicht er die Grenze zu Rajasthan und bildet auf einer Länge von etwa 50 km dessen Grenze zu Madhya Pradesh; anschließend wendet er sich nach Nordwesten. Die folgenden 83 km des Flusslaufs liegen innerhalb des Distrikts Baran von Rajasthan. Die letzten ca. 58 km nimmt er erneut eine nördliche Richtung ein und bildet abermals die politische Grenze zwischen Rajasthan und Madhya Pradesh. Schließlich mündet der Parbati in den Chambal.

## Nebenflüsse
Wichtige Nebenflüsse des Parbati sind: Papnaus Ajnal, Sewan Paru, Utawali, Paraparwa, Mawal, Tem, Bhader, Gochi, Gaumukh, Sunk, Negri, Chopan, Uproni, Duhral, Andheri, Beram, Kosam, Ahelil und Sukni.

## Orte am Fluss
Wegen der überwiegend flachen Uferzonen und des deshalb in den sommerlichen Monsunzeiten ständig steigenden Hochwasserpegels gibt es – außer dem höher gelegenen Ashta – keine größeren Städte an den Ufern des Parbati. Zu nennen wäre evtl. noch die ca. 4 km westlich des Flussufers gelegene Kleinstadt Atru in Rajasthan.

## Nutzung
Der Fluss wird hauptsächlich zur Feldbewässerung genutzt. Die Uferzonen bieten vielen Vögeln und anderen Kleintieren Schutz und Brutplätze.